# Vastagh Zoltán
| Vastagh Zoltán                            | Vastagh Zoltán |
| Kattints az alábbi külső linkek egyikére! | Kattints az alábbi külső linkek egyikére!                                                                                        |
| ----------------------------------------- | --- |
| Nem található szabad kép.(?)              | |
| külső link · jogvédett                    | Vastagh Zoltán. In.: Pécsi Egyetemi Almanach. 1367–2019.                                                                         |
| külső link · jogvédett                    | Akik a hírekben szerepelnek. Vastagh Zoltán. A Pécsi Tanárképző Főiskola új főigazgatója. Dunántúli Napló, 1980-09-25 / 264. sz. |

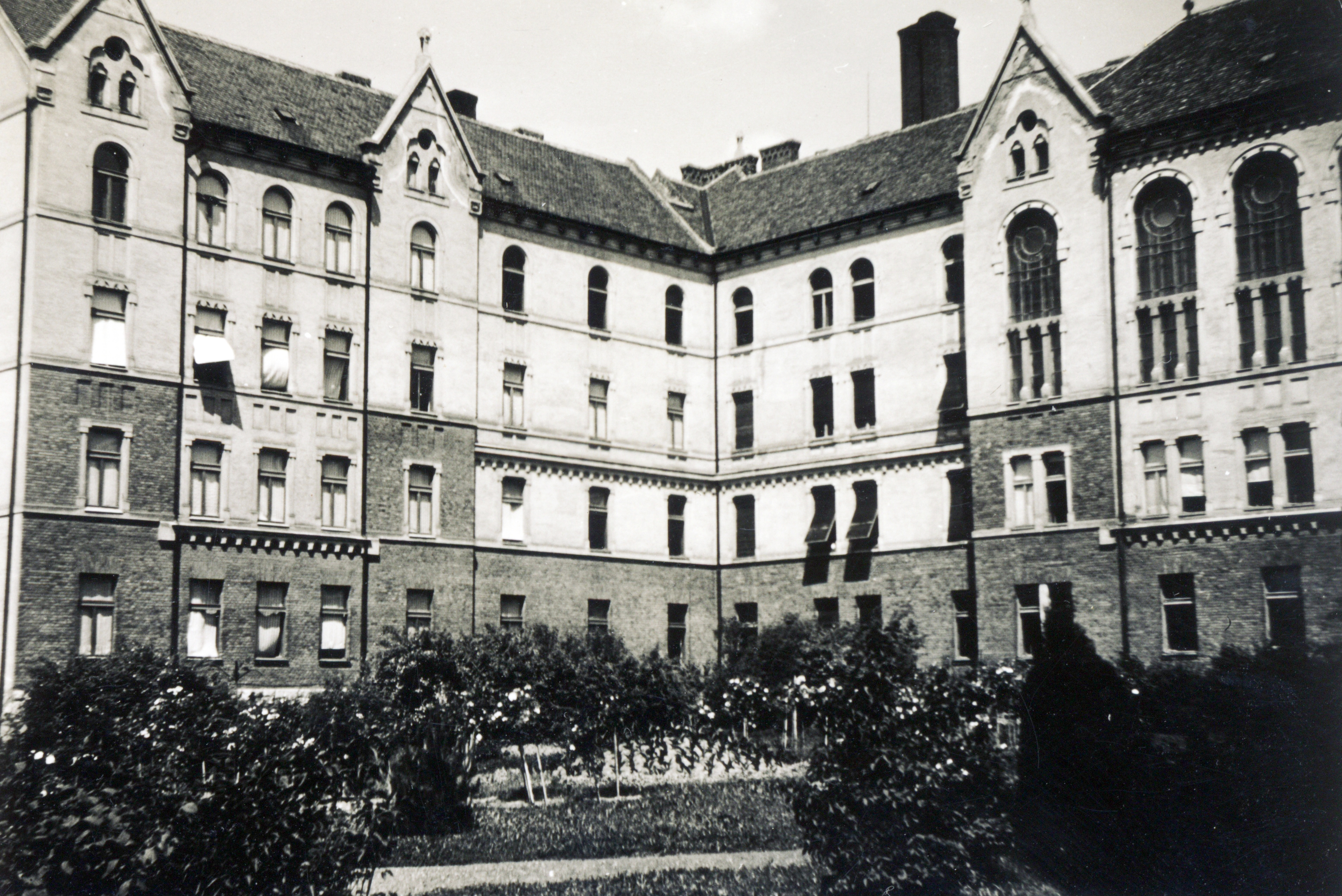
1962–1996 között a Pécsi Tudományegyetemen és jogelődjein tanított

Vastagh Zoltán (Pécs, 1937. január 17. – Pécs, 2000. január 24.) neveléstudomány kutató, főiskolai tanár, tanszékvezető, a Pécsi Tanárképző Főiskola főigazgatója (1980–1981), a Janus Pannonius Tudományegyetem Tanárképző Karának dékánja (1982–1983).

## Életpályája
1958-ban végzett a Pécsi Tanárképző Főiskola magyar–ének szakán. 1965-ben az Eötvös Loránd Tudományegyetemen nyerte el a pedagógia szakos bölcsész diplomáját, egy évvel később pedig pszichológiából doktorált a debreceni Kossuth Lajos Tudományegyetemen. Kandidátusi értekezését 1975-ben védte meg a Magyar Tudományos Akadémián Mikrocsoportok az iskolai osztályokban címmel. Általános iskolai tanár volt Dunaszekcsőn, Mohácson, majd Pécsett, ahol a pécsi Ágoston téri iskolában volt csapatvezető (1958–1961). 1961–1962-ben Pécsett a városi tanács művelődésügyi osztályának művészeti előadója is volt. 1962-ben Kelemen László egyetemi tanár választotta munkatársának a pszichológia tanszéken. Valamennyi tárgyat tanította és tanulta is. A Pécsi Tanárképző Főiskola/Janus Pannonius Tudományegyetem Neveléstudományi Tanszék oktatója, 1962–1965 között egyetemi tanársegéd, 1966–1974 között egyetemi adjunktus, 1975–1978 között főiskolai docens, 1978-tól főiskolai tanár. 1974-ben indult meg a pedagógia szak a főiskolán. Miután Szántó Károly 1975-ben nyugdíjba ment, a neveléstudományi tanszék vezetője lett (1996-ig). 1978–1980 között a Pécsi Tanárképző Főiskola főigazgató helyettese, 1980–1981-ben főigazgatója. 1982–1983-ban a JPTE Tanárképző Kar dékánja. Dékáni tisztségéről 1983-ban lemondott.
Kutatási területe: a tanulók személyközi kapcsolatainak, az iskola intézményes hatásainak és a pedagógusképzés fejlesztésének egymásra hatása.
Második felesége Meleg Csilla szociológus, egyetemi tanár volt.

## Legfontosabb publikációi
- A nevelőhatás érvényesülésének útjai az osztályban In: Halász L. (szerk.): Ifjúság és pszichológia. Budapest, 1975. 69-74.
- Így ismertük meg a diákközösséget. Pedagógus Szemle, 1977/2. 73-75. [Társszerző: Vastagh Zoltánné, Meleg Csilla, Dobák I.]
- Mikrocsoportok az iskolai osztályokban. Akadémiai Kiadó. Budapest, 1980.[7]
- A tanulókat fejlesztő értékelés az iskola nevelési rendszerében. Magyar Pedagógia, 1986/1. 16-29.
- Pedagógiai szituációk a tanárképzésben. [Társszerzők: Tóthné Dudás M., Komlósi Á.] [Bp.], 1987
- Kísérlet a kulturális egyenlőtlenségek csökkentésére a dobszai körzetben. Dobsza, 1989
- Mit lehet tenni a hátrányos helyzetű gyermekekért? Veszprém, 1990
- Communication problems in the process of teaching. W. P. Osiek, 1987
- Tudományközi alapok és a pedagógusképzés rendszere. In: S. Faragó M.(szerkesztő): Tanárképzésünk megújítása. Budapest, 1993
- Kooperatív pedagógiai stratégiák az iskolában I-III. [Szerkesztő] Pécs, 1995-1999.

## Díjai, elismerései
- KISZ érdemérem (1965)[8]
- Oktatásügy Kiváló Dolgozója (1966)
- Munka Érdemrend ezüst fokozata (1971)
- Gyermekekért Érdemérem (1980)[9]
- Kiváló Pedagógus (1991)
- Grastyán-díj (1995)[10]
- Kiss Árpád-díj (1998)[11]
- Tudományszervezési Díj (1998)

## Tisztségek
- International Society of Test Anxiety
- European Society for Research on Learning and Instruction; Stress and Anxieey Research (STAR).
- Magyar Pedagógiai Társaság
- Magyar Tudományos Akadémia Pedagógiai Bizottságának az elnöke
- Tanárképzők Szövetségének az elnöke
- Magyar Akkreditációs Bizottság szakértője